# Бургень
Бурге́нь — село в Читинском районе Забайкальского края России. Входит в сельское поселение «Шишкинское».

## География
Расположено в устье реки Тунгуки (правый приток Читы), в 40 км к северо-востоку от города Читы и в 18 км от центра сельского поселения — села Шишкино.

## Население
| 2010 | 2021 |
| ---- | ---- |
| 692  | ↘630 |

## Инфраструктура
Картотека культурно-экономического профиля села Бургень.
1.                 Общественные организации:
В 2023 году в селе Бургень было зарегистрировано ТОС «Саранакан»
2.                 Промышленные предприятия:
Энергетика, электросвязь:
В селе находится электроподстанция МРСК Сибири Читаэнерго «Бургень 3510»
Автоматическая Телефонная Станция ОАО «Ростелеком»
Оператором сотовой связи в селе является ПАО «Мегафон»
Услуги почтовой связи осуществляет передвижное отделение почтовой связи 672043
Также в селе работает Федеральное государственное бюджетное учреждение "Забайкальское управление по гидрометеорологии и мониторингу окружающей среды" метеостанция села Бургень
3.                 Пищевые производства:
ИП Дамаскин И.И. пекарня (производство хлебобулочных изделий)
Транспортом по маршруту Чита – Бургень жители села пользуются ИП Бурак
Предприятия коммунального хозяйства, службы быта и торговли ( в тч. частные)
ИП Шишкин С.В., ИП Дамаскин И.И., ИП Алимасова А.Г., ИП Трембовецкий, ИП Матыгулина Е.В., ИП Щелокова Ж.Ф.
4.                 Механизация и электрификация сельского хозяйства
Частная техника, частные трактора, косилки, грабли, картофелекопалки.
Садоводство и овощеводство
Выращивание картофеля
Выращивание картофеля, овощей открытого грунта,  закрытого грунта в подсобных хозяйствах.
Лесное хозяйство:
- Бургенское участковое лесничество Читинского лесничества Министерства Обороны России Филиал ФБГКУ УЛХиП Министерства Обороны России
- Оборон лес Читинское лесничество Министерства Обороны России филиала ФГКУ «УЛХиП» Министерства обороны России
- Краевое государственное Управление лесничествами Забайкальского края Читинское лесничество Бургенское участковое лесничество
4. Здравоохранение
В селе граждан принимает ФАП с.Бургень
5.                 Просвещение, образование:
На территории села Бургень работает  Муниципальное Общеобразовательное Учреждение Средняя общеобразовательная Школа села Шишкино

Действует Муниципальное Дошкольное общеобразовательное учреждение детский сад «Северянка»
6.                 Культура
Филиал МБУК «РДК» села Бургень. Проводят хореографический кружок «Солнечные зайчики» и кружок ДПИ по изготовлению плакатов и рисунков.

Филиал МБУК «МЦРБ» с. Бургень библиотеки. Проводит кружок чтения, и театральный кружок.

В селе действует производственный кооператив «Бургенский». Функционирует основная школа, детский сад, библиотека, фельдшерско-акушерский пункт.